# Karimski Club
Karimski Club – międzynarodowa grupa muzyczna czerpiąca z wielu kultur i gatunków muzycznych m.in. drum and bass, r’n’b, nu jazz, rap, muzyki afrykańskiej i brzmień słowiańskich. Założycielem, liderem i źródłem nazwy jest Karim Martusewicz.
W nagraniu pierwszej płyty zatytułowanej No.1 wzięło udział ponad 20 artystów z różnych części świata a każdy z wykonawców wniósł do niej cząstkę własnego stylu i kultury m.in. poprzez śpiewanie w kilku językach. Koncertowe wykonania materiału z płyty miały miejsce między innymi w ramach III Letnich Ogrodów Polityki oraz na zakończenie międzynarodowych warsztatów "Letnia Akademia Jazzu" przy Krakowskiej Szkole Jazzu i Muzyki Rozrywkowej, gdzie lider zespołu jest wykładowcą.

## Skład
Karimski Club jest kolektywem nieustannie zmieniającym swój skład. Występowali w nim m.in.:
- Karim Martusewicz
- Luis Ribeiro (Brazylia) – instrumenty perkusyjne, śpiew
- Eldis la Rosa (Kuba) – saksofon, instrumenty perkusyjne, śpiew
- Harry Tanschek (Austria) – perkusja
- Lukas Knoefler (Austria) – perkusja
- Piotr Żyżelewicz (Polska) – perkusja
- Michał Bryndal (Polska) – perkusja
- Atma Anur (UK) – perkusja
- Mateusz Pospieszalski (Polska) – saksofon
- Darek Bafeltowski (Polska) – gitara
- Burza (Polska) – gitara
- Artur "Boo-Boo" Twarowski (Polska) – gitara
- Falko (Polska) – instrumenty klawiszowe
- Martin Woess (Austria) – instrumenty klawiszowe
- Marcin Riege (Polska) – instrumenty klawiszowe
- Horst-Michael Schaffer (Austria) – trąbka
- Tomek Nowak (Polska) – trąbka
- Vishenka (Polska-Białoruś) – śpiew
- Nick Sinckler (USA) – śpiew
- Ricky Lion (Kongo) – śpiew
- Manushka (Polska) – śpiew
- Antar Jackson (USA) – rap
- DJs:Haeem, Krime, Pedro Gonzales, A dUb

## Dyskografia
Single
- "Coffee" (CD, 2007)

Albumy
- Karimski Club (CD, Little Village Productions/Fonografika, 2007)
- Herbert 2009[1]
- XV Przystanek Woodstock "Koncert Jubileuszowy Woodstock 1969-2009" (CD/DVD, Złoty Melon)

Notowane utwory
| Rok  | Tytuł                                                    | Pozycja na liście | Album   |
| Rok  | Tytuł                                                    | LP3               | Album   |
| ---- | -------------------------------------------------------- | ----------------- | ------- |
| 2009 | "Marek Aureliusz" (oraz Wojciech Waglewski i Adam Nowak) | 44                | Herbert |